# Silvestre não é pet
Silvestre não é pet é um documentário brasileiro produzido pelo Fórum Nacional de Proteção e Defesa Animal (FNPDA) e pela Sociedade Zoófila Educativa de São Paulo (SOZED-SP). Foi lançado entre os dias 4 e 10 de outubro de 2010 em 17 estados brasileiros, em homenagem a Semana Mundial dos Animais, com apoio da Sociedade Mundial de Proteção Animal (WSPA) e de Ongs parceiras.

## Sinopse
Considerada uma das obras mais completas produzidas no Brasil, o documentário traz a triste realidade de animais vítimas do tráfico. Apresentado por Fúlvio Stefanini e com depoimentos de profissionais membros de diversas Ongs, a obra discute as relações de posse e a convivência de animais silvestres como se fossem animais domésticos. A partir do ponto de vista da vida dos animais, chama atenção a diversas doenças que podem ser adquiridas por esses animais que são forçados a viver em cativeiro, como estresse, comportamento anormal, mutilações, depressão e doenças físicas.
Além disso, o documentário faz um alerta de que todos os seres vivos tem uma importante função biológica e que ao serem retirados de seus habitats naturais, perdem essa função, podendo comprometer a sobrevivência das espécies, a biodiversidade e até o futuro do planeta.

## Ongs
Diversas Ongs que recebem em seus santuários os animais vítimas do tráfico, de maus tratos ou que foram entregues por seus antigos proprietários participam do documentário com depoimentos e apresentando o trabalho de reabilitação desses animais:
- Associação de Conservação da Vida Silvestre - CONVIDAS
- Mata Ciliar
- Projeto GAP - Proteção a grandes primatas
- Projeto Mucky
- Rancho dos Gnomos
- SOS Fauna